# Miguel Juane
Miguel Juane Sánchez (nacido el 17 de junio de 1965, en Vigo, Pontevedra) es un exjugador de baloncesto y abogado español. Con 2.00 de estatura, su puesto natural en la cancha era el de alero

## Trayectoria deportiva
- 1983-85 Primera B. Bosco La Coruña.
- 1985-87 Primera B. Feiraco Santiago.
- 1987-88 Primera B. Clesa Ferrol.
- 1988-89 ACB. Clesa Ferrol.
- 1989-91 ACB. Fórum Filatélico Valladolid.
- 1991-92 ACB. Taugrés Vitoria.
- 1992-93 Primera División. Oximesa Granada.
- 1993-94 Primera División. CAB Coruña.